# Ямбухтинское сельское поселение
Ямбухтинское се́льское поселе́ние — муниципальное образование в Спасском районе Татарстана Российской Федерации.
Административный центр — село Ямбухтино.

## История
Статус и границы сельского поселения установлены Законом Республики Татарстан от 31 января 2005 года № 40-ЗРТ «Об установлении границ территорий и статусе муниципального образования "Спасский муниципальный район" и муниципальных образований в его составе».

## Население
| 2010 | 2011 | 2012 | 2013 | 2014 | 2015 | 2016 |
| ---- | ---- | ---- | ---- | ---- | ---- | ---- |
| 527  | ↘525 | ↘511 | ↘489 | ↘474 | ↘465 | ↘451 |
| 2017 | 2018 |      |      |      |      |      |
| ↗453 | ↘436 |      |      |      |      |      |

## Состав сельского поселения
| № | Населённый пункт | Тип населённого пункта       | Население |
| - | ---------------- | ---------------------------- | --------- |
| 1 | Танино           | деревня                      |           |
| 2 | Ямбухтино        | село, административный центр |           |